# Rohstoffboom
Als Rohstoffboom bezeichnet man ein wirtschaftliches Ereignis, bei dem die Ausbeutung eines Rohstoffs an einem bestimmten Ort erheblich zunimmt und/oder sein Preis steigt. Aufgrund der durch den Verkauf der gewonnenen Produkte erzielten Gewinne ist es ein wichtiger Bestandteil einer Konjunktur auf ihrem höchsten Punkt (Hochkonjunktur). Für Wirtschaftshistoriker und Ökonomen sind solche Booms Teil einer Wirtschaftsära, wie der Goldrausch oder der Ölboom.
Dieser Boom setzt einen wirtschaftlichen Aufschwung oder Wohlstand für die Umwelt voraus, in der er sich befindet, und bezieht sich nicht nur auf die extraktivistische Politik, von der nur das Betreiberunternehmen profitiert. Diese Situation ist sowohl in Entwicklungsländern, wie in Lateinamerika, als auch in entwickelten und industrialisierten Ländern wie Kanada und Australien aufgetreten.
Zur Abwicklung internationaler Handelsgeschäfte mit den geförderten Rohstoffen dienen die Rohstoffmärkte, darunter die London Metal Exchange (LME), die Chicago Board of Trade (CBOT) und die New York Mercantile Exchange (NYMEX).

## Rohstoffbooms nach Typ
- Bergbauboom: Hängt von den Mineralreserven jedes Ortes ab, an dem er auftritt. Es ist eng mit dem Abbau von Edelmetallen und Schmucksteinen verbunden.[3]
- Energieboom: Zunächst mit der Gewinnung fossiler Energieträger (Erdöl, Erdgas und Kohle) begonnen, gilt nun die Produktion erneuerbarer Energien als neuer Maßstab für Booms dieser Art (Wasserkraft, Solar- und Windenergie und Geothermie).[4][5]
- Agrarboom: Der massive Anbau einiger stark nachgefragter Arten wie Weizen, Mais, Reis und Obstbäume hat in einigen Regionen und Ländern zu bestimmten Zeiten zu Wohlstand geführt.[6]
- Viehboom: Die Viehzucht zur Gewinnung von Fleisch, Milch und Wolle hat in verschiedenen Teilen der Welt zu erheblichen wirtschaftlichen Aufschwüngen geführt.[7]
- Forstwirtschaftsboom: Das als „grünes Gold“ bekannte Fällen von Bäumen mit hoher Nachfrage oder hohem Handelspreis hat an den Orten, an denen man sich dieser Gewinnung widmet, beträchtliche Einnahmen gebracht.[8]